# Carl Weathers
Carl Weathers, född 14 januari 1948 i New Orleans, Louisiana, död 1 februari 2024 i Los Angeles, Kalifornien, var en amerikansk skådespelare och tidigare amerikansk fotbollsspelare, mest känd för skådespelarrollen som boxaren Apollo Creed i Rocky-filmerna och en roll i den första Rovdjuret-filmen. Han medverkade även i videon till Michael Jacksons singel "Liberian Girl".

## Filmografi (urval)
- 1973 – Magnum Force (ej krediterad)
- 1976 – Rocky
- 1977 – Närkontakt av tredje graden
- 1977 – Bara tre kan leka så...
- 1978 – Styrka 10 från Navarone
- 1979 – Rocky II
- 1981 – Jagad till vanvett
- 1982 – Rocky III
- 1985 – Rocky IV
- 1987 – Rovdjuret
- 1988 – Action Jackson
- 1989–1990 – Pluton B i Vietnam (TV-serie) (nio avsnitt)
- 1993–1995 – In the Heat of the Night (TV-serie) (28 avsnitt)
- 1996 – Happy Gilmore
- 2002 – Eight Crazy Nights (röst)
- 2004–2013 – Arrested Development (TV-serie) (fyra avsnitt)
- 2004 – Balto 3: Förändringens vindar (röst)
- 2006 – The Sasquatch Gang
- 2007 – Sports Movie
- 2012 – American Battleship
- 2013 – Toy Story of Terror (röst)
- 2019 – Toy Story 4 (röst)
- 2019 – The Mandalorian (TV-serie)